# ナッソー・ウィリアム・シーニア
ナッソー・ウィリアム・シーニア（英: Nassau William Senior、1790年9月26日 - 1864年6月4日）は、経済学者として知られるイギリスの弁護士。スペイン系の姓の読みは、シイニオア、シィニオア、シーニョアとも。
オックスフォード大学初の経済学教授であり、数十年にわたり経済と社会政策に関する政府顧問として努めた。

## 略歴
シーニアは1790年9月26日にバークシャー州コンプトンで父ジョン・R・シーニア John Rareu Senior と母メアリーの長子として生まれた。父はウィルトシャー教区ダーンフォードの牧師、母方の祖父はバルバドスの検事次長。父方の曾祖父アーロン・シーニア Arron Senor は1723年にイギリスに帰化したスペイン人である（1824年没）。
幼年時代には父に教育をほどこされ、古典文学好きを受け継いだという。1803年7月4日イートンに入り、1807年オックスフォード大学マグダレン・コレッジ（Magdalen Colledge）特待生に選ばれた。学績は申し分なかったが、読書は我流で散漫であったため、第1回学位試験で神学上の質問に軽率な応答をして落第してしまう。チューターとしてリチャード・ウェイトリーを紹介されて励み、古典文学の試験では1811年に第1位を得ることに成功した。ウェイトリーには学問における心得として用語の精確な定義を求めるように教わり、特に傾倒した。3歳年長でのちにダブリン大司教の座についた人物で、友情は生涯にわたって続いた。学士号を1812年、修士号を1815年に授与された。

### 法律家として
1810年9月19日にリンカーン法曹院に加わると、ロンドンにて法律研究に従事しており、1812年には出身のモードリン・カレッジにフェロー（特任研究員 probationary fellow）に迎えられると、翌1813年にVinerian Scholar（英語）を得ており、同じ年にSugden 卿に師事する。弁護士の業務は1819年6月28日から始めた。恩師とは温かい友情を築き、譲渡證書作成者の業務から引退する恩師から業務のほとんどを継承したものの、シーニアは人前で話すことが苦手だったため、一部の業務を継ぐことができなかった。
1821年、ジョン・メア John Mair の娘メアリー・シャーロット Mary Charlotte と結婚してケンジントン広場に新居を定め、ケンジントン・ゴア（Kensington Gore）（英語）に建てさせた住宅が完成すると、1827年から没するまでそこに居住した。彼のもてなしは、来るものに安らぎを与えた。彼は特に経済学に注意と力を傾注した。殊とに彼は其父の教区に於ける、誤れる慈善の弊害を観て深く感銘するところがあり、後年彼の言うところによれば25歳にして、救貧法改正の決意を固めたという。
経済学に関する論文の第1号は農業について考察し、1821年7月『Quarterly Review』誌上に公刊した。下院委員会の特定の報告書を取り上げると、自由貿易論の典型的な表明によって批判した。1823年には政治経済倶楽部に加わると、会員として華々しい活動を見せる。1825年、オックスフォード大学にヘンリー・ドラモンドが提唱して設立されたばかりの「ドラモンド経済学講座」（英語）では初代教授を委嘱されて5年にわたって務めると、友人のウェイトリーに後任を譲ったのち、1847年に再任され1852年までその座を占めた。複数の講義を書籍として発表すると、英語・フランス語のどちらの版も好評を得た。1820年、内務大臣メルボルン卿に委嘱されて同業組合に関する報告書を作成している。

### 救貧法
43歳になる1833年には救貧法委員会委員に任命され、同法の改正を決意して十数年の年月を経て、ようやく実現のチャンスに見舞われた。この主題を取り上げた著作では、法律の歴史と実務に徹底的に精通した弁護士の視点で論考して、同時代の著作でも非常に有益なものの一つと言える。公への奉仕を認めた政府から、ナイト爵位の叙勲ならびに報奨金500ポンド支給を打診されるが、固く断っている。1830年には著書『Three Lectures on the Rate of Wages』を発表、移民を貧窮救済策ととして奨励する法案について、予備的手段という条件付きで賛成した。1836年6月10日大法官裁判所（英語）の長という要職に任命される（同職の廃止の1855年まで在任）。翌1837年に工場委員会に加わり、その後も愛蘭委員会（1841年もしくは1844年）、教育委員会（1857年）と複数の委員会で政府を補佐した。
1864年6月4日自邸にて永眠、75歳であった。

## 学説
シーニアは、経済学を仮定ではなく事実である4つの基本的な命題から出発する推論に依る演繹的科学と見なした。ミーゼスの人間行為科学のように、それは証明の必要はなく、前提や因果関係が精確ならば、富の性質及び生産に関する物は、普遍的に真である、と。しかし、富丈けに関係しているので、政治的助言は出来ない。経済学者の仕事は一般原則の抒述にして、これが推薦又者擯斥でない、と。
彼は経済学を富の性質及び生産及び分配を論ずるの科学としている。彼はまず「富」なる語の説明から始める。「譲渡が出来、供給に制限があり、且つ直接間接に快楽を生み若しくは苦痛を防ぐ一切の物を、而してそのもののみを諒解する。換言すれば、交換（交換なる言葉は之を絶対的の購買並びに賃借を示すに用いる）出来るもの、更に換言せば「価値」を有するものを言う」彼れにとっては、富と価値は同一である。夫れは交換価値に等しい。そして、富の構成要素として、次の三つを挙げている。
先ず効用、三つの中で最も著しきもの。直接間接に快楽（凡ゆる種類の満足を含む）を生み、若しくは苦痛（凡ゆる種類の不満を含む）を防ぐ力である。
第二供給制限、 経済学上では、占有の煩さえ厭わなければ、欲しいだけ所有できる状態にあるものは、すべて、そのままならば、供給に制限がない、と。其儘とは、各自の増加に必要な人間の労作骨折のことである。又、供給制限なる言葉を、比較を表すものとして可増財に適用する時は、常にその比較物件それぞれの供給を制限する障礙の力の比較を言うのである、と。
第三可譲性、 一物の快楽を与え若しくは苦痛を防ぐ力の全部または一部が、絶対的にあるいは一定期間譲渡可能なことを意味する。之れには、 人間の才能技芸も譲渡可能であるから、富であるとされる 。
上の３条件の中、供給制限が最重要である。 価値に影響を及ぼす主たる原因は、人間性の最強力原理たる多様性の愛好及び卓越の愛好の二者にある、と。此処でシーニアは所謂効用逓減の法則に移る。 曰く、我々の欲求は、明らかに量よりも雑多を目指す。如何なる種類の商品をとっても、之が与えうる快楽は、啻にその限度を有するのみでなく、斯かる限度に到達する遙か以前に於いて、大なる加速度を以て減少する。同種の品二個が与うる快楽が、一個の二倍たることは滅多にない。十個の快楽が二個の五倍たることは更に稀である。…かかる限り、供給の増加はその効用の全部又は殆ど全部を喪失せしむる。反対に、之が稀少に比例して、之を欲する人数及び度合は増加するの傾きがある、と。
利子は制欲による犠牲への報酬賃金として生ずると説いた。ボェーム=バヴェルクはこの説は事実として利子の起原にある程度の影響を及ぼしていることに疑問の余地は無いが、あまりに徹底的に一般化しすぎ、所謂「禁慾の賃銀」として説明し得るほど単純でも、直截的でもないと「資本と利子」に於いて述べた。また、彼はシーニアは1日の労働の犠牲に加えて、犠牲によって他の状況で得られた可能性のある他の種類の利点の形をとる間接的の犠牲を含めた二重計算を行っており、此間接的犠牲は代替的に已み計算でき、累積的に計算はできない、と。最後に、シーニアは利子理論を価値理論のある部分中に於ける不可欠の部分にしているので、良くて部分的の利子理論にしかならず、その価値理論は費用によって説明され、斯論は自由に任意の量で再現できる商品の一つの種類に已み適用される。依って夫れ以外の全ての利子は完全に逃れるであろう、と。
シーニアはマルサスを大変称賛していましたが、『Two Lectures on Population, with a correspondence between the author and Malthus』(1829年) を嚆矢として、彼れの人口論に潰滅的の打撃を与えました。シーニアは人口が未開発国の食糧供給を圧迫している一方で、 西側諸国は人口の増加を上回る食糧供給の増加によって特徴づけられているとしました。 確かに、この事実は、何世紀にもわたって西側諸国の生活水準が上昇していることによって簡単に示されています。 そして、この経済的成長は、農業やその他の生産性が上昇する一般的な傾向と、より高い生活水準の保護に専念している人々によるものでなければなりません。 その結果、人口は国民の生活水準を自給自足レベルまで低下させるほど十分に成長していません。 そして、マルサスは一般的な「人口よりも早く食物が増加する傾向」について口言はしませんでしたが、第2版の「円やか」なマルサスの回答から、シーニアが勝利したことは明らかでした。 シーニアが第2版の変更を見たということは、人口原則の彼自身の定式化によっても示されています。 その住民の各階級の個人の習慣による其等の富の品物の不足に対する懸念によってのみ、人口を制限するように導く。

## 著作

### 日本語訳
- Senior, Nassau William『シィニオア經濟學』高橋 誠一郎、濱田 恒一（監訳）、岩波書店〈経済学古典叢書〉、1929年、NCID BN05897996。

### 中国語訳
- Senior, Nassau William『經濟科學綱要』周 憲文（訳）、臺灣銀行〈經濟學名著翻譯叢書第44種〉、1969年。NCID BN07757262。

### ドイツ語訳
- Hutchison, T. W. (Terence Wilmot)、Frowen, Stephen F.、Trautwein, Hans-Michael、Hax, Herbert Nassau Senior. (2000) Nassau William Senior : Aspekte seiner Wert-, Geld- und Handelstheorie . Seniors Beitrag zur Kapital- und Zinstheorie	(Beiträge zu Methodologie, Theorie und Politik.) Verlag Wirtschaft und Finanzen. "Klassiker der Nationalökonomie". Vademecum zu einem Klassiker der Verteilungstheorie / Herausgeber: Herbert Hax. ISBN 3878811500. NCID BA47355604.

### フランス語訳
- Senior, Nassau William; Arrivabene, Jean. (1836年) Principes fondamentaux de l'économie politique : tirés de leçons édites et inédites de Mr N.-W. Senior. J.-P. Aillaud. 				NCID BA29138138.
- Eichthal, Eugène (1897年) d' Alexis de Tocqueville et la démocratie libérale : étude suivie de fragments des entretiens de Tocqueville avec Nassau William Senior (1848-1859). Calmann Lévy. NCID BA05281738.
- Tocqueville, Alexis Charles Henri Maurice Clérel de; Senior, Nassau William (著) Roll of Ipsden, Eric Roll, Baron. (序文) (1991年) Correspondance et conversations d'Alexis de Tocqueville et Nassau William Senior. Wicks-Boisson, B. M. (訳); Mayer, Lola; Mayer, J. P. (Jacob Peter) (対話文の編集・注釈). Brogan, Hugh; Kerr, A. P. (Anne Paterson) (監修). Gallimard. Œuvres complètes / Alexis de Tocqueville. t.6. Correspondance anglaise ; 2) ISBN 2070719456, NCID BA13049560. 『アレクシ・ド・トクヴィル全集』第6巻、英文書簡。
- Simond, L. (Louis). (1992年) Voyage à Londres, 1810-1811. Editions la bibliothèque. Collection L'Ecrivain voyageur. ISBN 2909688011, NCID BA21551265.

### 英語
- An Introductory Lecture on Political Economy (London: John Murray, 1827年)。
- 学位論文 Two Lectures on Population, with a correspondence between the author and Malthus (1829年)。.
  - 書籍版 Senior, Nassau William; Malthus, T. R.. Two lectures on population. Goldsmiths'-Kress library of economic literature, no. 26723. London: J. Murray. OCLC 17592812 (1831年[注釈 5])。
  - 復刻版 Two lectures on population. [New York]: Arno Press. ISBN 0405079966, 9780405079962, OCLC 969555031 (1976年).

- Three Lectures on the Transmission of the Precious Metals from Country to Country, and the Mercantile Theory of Wealth (1828年)。
  - 学位論文の復刻版、ミーゼス研究所によるオンライン版。 Selected writings on economics. New York: A.M. Kelley, "Reprints of economic classics". (1966年)。OCLC 167238。政治経済学入門。貴金属の取引に関する3つの考察。

- Three Lectures on the Cost of obtaining Money, and on some Effects of Private and Government Paper Money (London: John Murray, "The Making of the Modern World". OCLC 213671429、1830年)[注釈 6]
- Letter to Lord Howick on a Legal Provision for the Irish Poor, Commission of Tithes, and a Provision for the Irish Roman Cathoric Clergy (1831年[注釈 7]
- Three Lectures on the Rate of Wages OCLC 1065905579 (1830年[注釈 8]第2版1831年)。
- Statement of the Provision for the Poor and of the Condition of the Laboring Classes in a considerable portion of America and Europe, being the Preface to the Foreign Communications in the Appendix to the Poor Law Report OCLC 1300993799 (1835年)。『Foreign Communications』序文。〈救貧法〉の評価、アメリカとヨーロッパの大部分における労働階級の現状。（救貧法報告書の付帯資料）
- On National Property, and on the Prospects of the Present Administration and of their Successors. London: B. Fellowes. OCLC 1310820269 (1835年)。国有財産ならびに現政権の成果および後継政権の予測。
- An Outline of the Science of Political Economy (1836年)。初出はEncyclopædia Metropolitana（英語）の記事。科学としての政治経済学の概要。
- Letters on the Factory Act, as it affects the Cotton Manufacture (1837年)。綿糸産業と〈工場法〉の影響に関する書簡
- Three Lectures on the Value of money (未出版1840年)。金銭の価値について3講。
- A Lecture on the Production of Wealth OCLC 800402681 (1847年)。富の産出に関する講義。
- Four Introductory Lectures on Political Economy OCLC 1192164033 (1852年)。政治経済学入門4講。
- United States, Nassau William SENIOR; Harriet Beecher Stowe. (1856). American Slavery: a reprint of an article on "Uncle Tom's Cabin," of which a portion was inserted in the 206th number of the "Edinburgh Review"; and of Mr. Sumner's Speech of the 19th and 20th of May, 1856. With a notice of the events which followed. [By Nassau William Senior.]. OCLC 1062193953 (一部『エディンバラ・レビュー（英語版）』より再掲、1856年または1862年)。アメリカの奴隷制度について、ストウ夫人の『アンクル・トムの小屋』に関する考察。サムナーの講演告知（1856年5月19日–20日）
- トルコとギリシャ訪問時の日誌
- Suggestions on Popular Education OCLC 156076912 (1861年)。一般大衆にほどこす教育への示唆。
- Biographical sketches. London, Longman, Green, Longman, Roberts & Green. OCLC 645121095 (1863年)。人物伝の資料。第1部、第2部。
- Address on education, delivered to the National Association for the Promotion of Social Science. London: T. Fellowes. OCLC 949843945 (1863年)。Social Science Association における講演

編集版（没後の出版物）
- Esays on Fiction. OCLC 504704865 (没後の出版、M.C.M.S. こと娘 SIMPSON, Mary Charlotte Mair SENIOR による編集と後書き。1864年)。
- Historical and Philosophical Essays (1865年)。歴史と哲学に関する随筆。
- Journals, Conversations and Essays relating to Ireland (1868年)。アイルランドに関する日誌、対話、随筆。
- M. C. M. Simpson. Journals kept in France and Italy from 1848 to 1852: with a sketch of the revolution of 1848. London: H.S. King and Co. OCLC 793673814 (1871年)。フランスとイタリア訪問時の日誌（1848年–1852年）と『1848年革命の概略』。
- Mary Charlotte Mair Simpson. 1878. Conversations with M. Thiers, M. Guizot, and other distinguished persons, during the second empire. London: Hurst and Blackett. OCLC 567957072 (1878年)。第2帝政における対話：ティエール、ギゾーほか有識者との交流。
- Conversations with distinguished persons during the second empire, from 1860 to 1863. By the late Nassau William Senior. Ed. by his daughter, M. C. M. Simpson. London,: Hurst and Blackett. OCLC 832811968 (1880年)。第2帝政における有識者との対話（1860年–1863年）。娘による編集。
- M. C. C. Simpson. Conversations and journals in Egypt and Malta. London: Sampson Low, Marston, Searle, and Rivington. OCLC 1289628162 (1882年)。エジプトとマルタ島訪問時の対話と日誌。
- Mary Charlotte Mair Simpson. Correspondence and Conversations of Alexis de Tocqueville with Nassau William Senior from 1834-1859. London: Henry S. King & Co. OCLC 1229596094  (1872年)。全2巻。A・トクヴィルとの対話と往復書簡集。
  - Tocqueville, Alexis de; Nassau William Senior; M. C. M. (Mary Charlotte Mair) Simpson. Correspondence & Conversations of Alexis de Tocqueville with Nassau William Senior from 1834 to 1859, Volume 2. プロジェクト・グーテンベルク. OCLC 703949501 (2004年)。
- S. Leon Levy. Industrial efficiency and social economy Vol. 1. OCLC 769847286 (1929年)。全2巻。遺稿、抜萃。未出版。
  - Samuel L. Levy. Industrial efficiency and social economy Vol. 2. London: King.OCLC 1073140102 (1928年)。

## 周辺資料
本文の典拠ではない資料。発行年順。
- - 改版。Schumpeter, Joseph Alois『經濟分析の歴史』岩波書店、1955年。ISBN 4000005413, 4000005421, 400000543X, 4000005448, 4000005456, 4000005464, 4000005472、NCID BN01816664。
  - オンデマンド版に改版。Schumpeter, Joseph Alois『経済分析の歴史』東畑 精一、福岡 正夫（監訳）、岩波書店、2005年。ISBN 4000227475, 4000227483, 4000227491、NCID BA74898023。
    - 同、改版。Schumpeter, Joseph Alois『経済分析の歴史』東畑 精一、福岡 正夫（監訳）、岩波書店〈岩波オンデマンドブックス〉、2013年。ISBN 9784007300424, 9784007300431, 9784007300448、NCID BB1183131X。

1. 第1巻「第1編　序論—範囲と方法（序論とプラン；間奏曲；経済学の社会学）」「第2編　発端から第一次古典的状況に至るまで（ギリシャ＝ローマの経済学；スコラ学者と自然法の哲学者；行政顧問官と時事問題小冊子論客）」。
2. 第2巻「第2編　発端から第ー次古典的状況に至るまで（計量経済学者及びチュルゴー；人口、報酬、賃銀、及び雇傭；価値と貨幣；「重商主義的」文献）」。
3. 第3巻「第3編　1790年から1870年に至るまで（序論とプラン；社会的・政治的背景；知性の景観；群像の大観；一般経済学、一つの断面）」。
4. 第4巻「第3編　1790年から1870年に至るまで（一般経済学、純粋理論；貨幣、信用、及び景気の回転）」。
5. 第5巻「第4編　1870年から1914年〈及び其の後〉に至るまで（序論とプラン；背景と社会様式；隣接領域における若干の発展；社会政策と歴史的方法；この時期の一般経済学、人とグループ；一般経済学、その性格と内容）」。
6. 第6巻「第4編　1870年から1914年〈及び其の後〉に至るまで（均衡分析；効用理論に関するノート；貨幣、信用、及び景気の回転）」。
7. 第7巻「第5編　結論—現代の発展のスケッチ（序論とプラン；マーシャル・ヴィクゼルの装置に基づく発展；「全体主義的」諸国における経済学；動学と景気の回転の研究；ケーンズと現代のマクロ経済学）」。

- ロスバード『経済論争』[出典無効]
- マーク・ブローグ、Blaug, Mark『ケインズ以前の100大経済学者』中矢 俊博、同文舘出版、1989年。 NCID BN03791520。ISBN 449542341X。
- 高橋誠一郎『古版西洋經濟書解題』慶應出版社、1943年。 NCID BN10366977。。
  - 改版改題。高橋誠一郎『古版西洋経済書解題』 4巻、創文社〈高橋誠一郎経済学史著作集〉、1994年。 NCID BN04358351。ISBN 4423850745。